# Хедер Ејнџел
Хедер Ејнџел (енгл. Heather Angel) је била енглеска глумица, рођена 9. фебруара 1909. године у Оксфорду (Енглеска), а преминула 13. децембра 1986. године у Санта Барбари (Калифорнија).

## Филмографија
| Улоге Хедер Ејнџел |                      |               |                |          |
| Година             | Српски назив         | Изворни назив | Улога          | Напомена |
| 1933.              | Баркли сквер         |               | Хелен Петигру  |          |
| 1940.              | Гордост и предрасуда |               | Кити Бенет     |          |
| 1941.              | Леди Хамилтон        |               | улична девојка |          |
| 1944.              | Чамац за спасавање   |               | госпођа Хигли  |          |
| 1962.              | Прерани погреб       |               | Кејт Карел     |          |